# Mehmet Topuz
Mehmet Topuz (Yozgat, 7 settembre 1983) è un ex calciatore turco, di ruolo centrocampista.

## Palmarès
- Campionato turco: 2

Fenerbahçe: 2010-2011, 2013-2014
- Coppa di Turchia: 3

Kayserispor: 2007-2008
Fenerbahçe: 2011-2012, 2012-2013
- Supercoppa Turca: 2

Fenerbahçe: 2009, 2014